# 드림씨아이에스
드림씨아이에스(DreamCIS Inc.)는 대한민국의 교육·연구 및 개발 업종의 임상시험대행업 기업이자 임상시험수탁기관(CRO)이다 본사는 서울특별시 종로구 사직로 130에 위치해 있으며 대표이사는 유정희이다.

## 역사
2015년 중국 최대 CRO 기업인 타이거메드 그룹에 피인수되었다

## 무상증자
2023년 9월 1주에 3주를 부여하는 무상증자를 하였다

## 자회사
- 메디팁: 의약품, 의료기기 인허가 컨설팅 전문 기업
- 엘씨에스: 비임상 업무 중개 및 컨설팅 전문 기업[6]

## 같이 보기
- 임상시험대행업

## 참고문헌
1. ↑  조윤호, 드림씨아이에스 주가 장중 상한가, 임상 예측 AI솔루션 개발 소식에, 비즈니스 포스트, 2023-09-11
2. ↑  김도윤, 실적 앞에 무증 효과 무색…드림씨아이에스 수익성 악화 수렁, 머니투데이, 2023년 11월 29일
3. ↑  김도윤, 현정인, 드림씨아이에스, 의학부·글로벌 임상 부서 신설, 히트뉴스, 2023.08.17
4. ↑  드림씨아이에스 한국IR협의회 기업리서치센터 기업분석보고서 2023.08.04[깨진 링크(과거 내용 찾기)]
5. ↑  드림씨아이에스, 주당 3.0주 무상증자 결정, 연합인포맥스, 2023년 9월 25일
6. ↑  최재호, 드림씨아이에스, 하나증권 분석보고서, 2023년 9월 11일